# Mycetophila clavigera
Mycetophila clavigera är en tvåvingeart som beskrevs av Freeman 1951. Mycetophila clavigera ingår i släktet Mycetophila och familjen svampmyggor. Inga underarter finns listade i Catalogue of Life.